# Peripécia
Peripécia (do grego Περιπέτεια, transl. peripéteia, de περι-, peri-: 'em torno de', 'sobre' + πίπτω, píptō: 'cair') é um termo da poética clássica que significa uma mudança repentina, uma reversão das circunstâncias dadas por um evento súbito que provoca uma espécie de revolução no curso da ação e na situação dos personagens de um poema épico, romance ou peça teatral.
A primeira reflexão teórica sobre a peripécia encontra-se na  Poética de Aristóteles: 
| “                                             | Peripécia é a mutação dos sucessos no contrário, efetuada do modo como dissemos; e esta inversão deve produzir-se, também o dissemos, verossímil e necessariamente. Assim, no Édipo , o mensageiro que viera no propósito de tranquilizar o rei e de libertá-lo do terror que sentia nas suas relações com a mãe, descobrindo quem ele era, causou o efeito contrário ... | ” |
| — Aristóteles, Poética, cap.XI, 60; 1452a 22. | |   |

A peripécia, ainda segundo Aristóteles, não deve ser casual, e sim fruto de alguma desmedida do herói que deve surgir da própria história, provocando assim a catarse. 
Na narrativa contemporânea também encontra-se a peripécia, ainda que por vezes diluída na história. Para dar um exemplo conhecido, em Titanic, o filme de James Cameron, a peripécia dos protagonistas surge com o encontro do navio com um iceberg.